# Hans Grimm
Hans Grimm (Augusta, 4 aprile 1891 – Essen, 29 agosto 1953) è stato uno scrittore tedesco.

## Biografia
Figlio di un professore universitario, a poco più di vent'anni intraprese l'attività di mercante in Sudafrica, e qui formò il suo credo ideologico-politico nazionalista. Rientrò in Germania nel 1911, e qui si laureò in scienze politiche e si dedicò all'attività letteraria. Basandosi sulle sue esperienze autobiografiche, nel 1926 pubblicò la sua opera più nota, il romanzo in 2 volumi Volk ohne Raum ("Gente senza spazio"), che in seguito diventò uno slogan nazista. In esso si raccontava di un agglomerato tedesco in Sud-Africa e dei soprusi a cui era quotidianamente costretto dal colonialismo inglese. Il tema centrale del romanzo riguardava la superiorità morale, intellettiva e pratica della "razza germanica", ma che essa vivesse in confini geografici troppo ristretti che necessitavano di essere espansi: i riferimenti in accordo col concetto di Lebensraum, il violento tono anti-inglese e il razzismo strisciante dell'opera fecero immediatamente breccia nel gruppo dirigente nazista e in Adolf Hitler.
Nella Germania nazista il libro divenne lettura obbligatoria nelle scuole. Nel 1933/1934 fu l’unico libro a rappresentare la “letteratura tedesca” all’Esposizione Universale “A Century of Progress” di Chicago.
Benché non aderì mai ufficialmente al partito nazista, Grimm ne rimase sempre un accesso sostenitore sin dal 1923 e non rinunciò a farsene strumento di propaganda, in particolare con Amerikanische Rede (1936) e Englische Rede (1938), due dissertazioni in cui invitava Stati Uniti e Gran Bretagna a unirsi alla Germania e formare un triumvirato di popoli nordici in grado di dominare il mondo.
Anche nel dopoguerra non rinunciò a propagandare le sue idee ultra-nazionaliste e filo-naziste, dipingendo Hitler come un martire e "il più grande uomo di stato che l'Europa abbia mai conosciuto", accusando l'Inghilterra di avere le maggiori responsabilità sullo scoppio della seconda guerra mondiale a causa del suo razzismo "anti-teutonico" (che secondo Grimm era l'equivalente dell'anti-semitismo nazista), e difendendo il nazismo come unico argine efficace al comunismo. Arrivò anche a giustificare l'Olocausto nel pamphlet del 1950 intitolato Die Erzbischofsschrift. Antwort eines Deutschen (Lo scritto dell'arcivescovo. Risposta da un tedesco), affidandosi anche a interpretazioni bibliche come quella del verso 20:13 del Deuteronomio. La pubblicazione venne scritta come risposta alla condanna da parte di alcune figure pubbliche religiose come l'Arcivescovo di Canterbury al genocidio nazista e generò vaste controversie anche al di fuori della Germania. Nel 1954, non essendo riuscito a guadagnarsi un seggio nel parlamento della Germania Ovest con il partito di estrema destra Deutsche Reichspartei, pubblicò un dettagliato saggio in difesa del nazismo intitolato Warum, woher aber wohin? (Perché, da dove ma verso dove?).

## Opere (parziale)
- (DE) Südafrikanische Novellen, 1913.
- (DE) Die Olewagen-Saga, 1918.
- (DE) Volk ohne Raum, 1926.
- (DE) Das deutsche Südwester-Buch, 1929.
- (DE) Der Schriftsteller und die Zeit. Bekenntnis, 1931.
- (DE) Lüderitzland. Sieben Begebenheiten, 1934.
- (DE) Amerikanische Rede, 1936.
- (DE) Des elefanten wiederkehr. Südafrikan. Geschichten, 1936.
- (DE) Englische Rede, 1938.
- (DE) Die Erzbischofschrift. Antwort eines Deutschen, 1950.
- (DE) Warum, woher, aber wohin? Vor, unter und nach der geschichtlichen Erscheinung Hitler, 1954.
- (DE) Geschichten aus Südwest Afrika. Lüderitzland. Sieben Begebenheiten, 1973.
- (DE) Südafrika. Ein Stück deutscher Geschichte. Berichte aus den Jahren 1908-1922, 1978.